# Fabíola Meco Tébar
Fabíola María Meco Tébar (Albacete, 1971) é uma Cientista, Jurista, Advogada, pesquisadora e professora universitária Espanhola também é Especialista em Cooperação Internacional.

## Biografia
Dra. Tébar nasceu no Albacete, em 1971. Formou-se em Direito com doutorado na mesma área pala Universidade de Valência e também é professora titular da Faculdade de Direito da Universidade de Valência, tem atuação política no cargo de deputada.